# Berge (Familienname)
Berge ist der Familienname folgender Personen:
- Abraham Berge (1851–1936), norwegischer Politiker
- Adolf zum Berge (Adolf Ernst Christian zum Berge; 1828–1889), deutscher Journalist
- Anne Berge (* 1966), norwegische Skirennläuferin
- Anne La Berge (* 1955), US-amerikanische Flötistin und Komponistin
- Arnold van den Berge († 1370), deutscher Schöffe und Politiker, Bürgermeister von Aachen
- Bernardus Gerardus ten Berge (1825–1875), niederländischer Maler
- Bernhard Schulte Berge (* 1955), deutscher Generalmajor
- Bjørn Berge (* 1968), norwegischer Gitarrist
- Bram ten Berge (* 1986), niederländischer Tennisspieler
- Brynhild Berge (1901–1975), norwegische Wasserspringerin
- Christian Berge (* 1973), norwegischer Handballspieler und -trainer
- Claude Berge (1926–2002), französischer Mathematiker
- David Berge (* 1977), deutscher Eishockeytorwart
- Elisabeth von Berge (1838–1909), deutsche Schriftstellerin
- Ewald Berge (1891–1974), deutscher Veterinärmediziner
- Friedrich Berge (1811–1883), deutscher Naturforscher
- Gerhard Berge (1926–2006), deutscher Pianist
- Gerhard vom Berge († 1398), deutscher Geistlicher, Bischof von Hildesheim
- Gunnar Berge (* 1940), norwegischer Politiker
- Guttorm Berge (1929–2004), norwegischer Skirennläufer
- Hans Berge (1923–2018), deutscher Chemiker und Hochschullehrer
- Helmut Berge (1937–2025), deutscher Fußballtorwart
- Joachim vom Berge (1526–1602), deutscher Diplomat und Staatsmann
- Johann van den Berge († 1409), deutscher Schöffe und Politiker, Bürgermeister von Aachen
- Johannes von dem Berge (vor 1251–nach 1288), deutscher Politiker, Ratsherr in Hamburg
- Katharina Mo-Berge (* 1944), norwegische Skilangläuferin und Orientierungsläuferin
- Klaus Berge (* 1961), deutscher Fußballspieler und -trainer
- Kurt Berge (* 1879), deutscher Kommunalpolitiker
- Maximilian vom Berge und Herrendorff (1825–1894), deutscher Offizier
- Mechthild von dem Berge († 1383), Äbtissin von Freckenhorst
- Murat Berge (* 1982), türkischer Fußballspieler
- Noah Yannik Berge (1998–2022), deutscher Basketballspieler
- Nora Holstad Berge (* 1987), norwegische Fußballspielerin
- Rinus van den Berge (1900–1972), niederländischer Leichtathlet
- Sander Berge (* 1998), norwegischer Fußballspieler
- Sigurd Berge (1929–2002), norwegischer Komponist
- Sophie Berge (* 1964), französische Seglerin
- Stefanie von Berge (* 2001), deutsche Boxerin
- Stig Berge (* 1942), norwegischer Orientierungsläufer
- Stig André Berge (* 1983), norwegischer Ringer
- Svein Berge (* 1976), norwegischer Musiker, siehe Röyksopp
- Trygve Berge (* 1932), norwegischer Skirennläufer
- Volrad von dem Berge, deutscher Politiker, Ratsherr in Lübeck
- Walter von Berge (1805–1892), deutsch-österreichischer Schauspieler und Publizist, siehe Heinrich Bernstein (Schauspieler)
- Wendell Berge (1903–1955), US-amerikanischer Wirtschaftsjurist
- Wilhelm Berge (1869–1951), deutscher Lehrer, Organist, Lokalhistoriker
- Willem Hendrik van den Berge (1905–1987), niederländischer Politiker und Ministerialbeamter

Siehe auch:
- Schulte Berge
- De La Berge